# Mattasjöns naturreservat
Mattasjöns naturreservat är ett naturreservat i Storumans kommun i Västerbottens län.
Området är naturskyddat sedan 2024 och är 374 hektar stort. Reservatet ligger norr om Storuman och består av granskogar och våtmarker samt Mattasjön.